# Чалов, Степан Андреевич
Степан Андреевич Чалов (1919, Ефремята, Пермская губерния — 11 декабря 1943, Черкассы, Киевская область) — старший сержант Рабоче-крестьянской Красной армии, участник Великой Отечественной войны, Герой Советского Союза (1944).

## Биография
Степан Чалов родился в 1919 году в деревне Ефремята Карагайской волости Оханского уезда Пермской губернии (ныне — Карагайский район Пермского края). После окончания неполной средней школы работал трактористом. В 1939 году Чалов был призван на службу в Рабоче-крестьянскую Красную армию. С февраля 1942 года — на фронтах Великой Отечественной войны.
К декабрю 1943 года старший сержант Степан Чалов был механиком-водителем танка 378-го танкового батальона 173-й танковой бригады 52-й армии 2-го Украинского фронта. Отличился во время боёв за освобождение Черкасс. Экипаж Чалова в числе первых вошёл в Черкассы и принял активное участие в боях на улицах города, уничтожив 17 пулемётных точек, 3 артиллерийских орудия, 1 танк и около 40 солдат и офицеров противника. Когда 11 декабря 1943 года танк Чалова был подбит и загорелся, танкист направил его на вражеское орудие, ценой своей жизни уничтожив его. Похоронен на Холме Славы в Черкассах.
Указом Президиума Верховного Совета СССР от 17 мая 1944 года за «мужество, отвагу и героизм, проявленные в борьбе с немецкими захватчиками» старший сержант Степан Чалов посмертно был удостоен высокого звания Героя Советского Союза. Также был награждён орденом Ленина и медалью.
В честь Чалова названы улицы в Черкассах и Карагае.